# Хахт
Хахт (нидерл. Haacht) — муниципалитет в Центральной Бельгии, провинция Фламандский Брабант.
В состав муниципалитета входят населённые пункты Хахт, Тильдонк и Веспелаар. В 12 км к юго-востоку от Хахта находится г. Лёвен, в 13 км к северо-западу — Мехелен , Брюссель, примерно, в 24 км к юго-западу и Антверпен в 30 км к северо-западу.
На 1 января 2018 года в Хахте проживало 14 470 человек. Общая площадь составляет 30,57 км², плотность населения 470 человек на 1 км².